# Luigi Bricchi
Pas d'image ? Cliquez ici

a Compétitions nationales et continentales officielles uniquement.

b Matchs officiels uniquement.
Dernière mise à jour le 11 mai 2012.
Luigi Bricchi, né le 14 décembre 1904 à Gemonio et mort à une date inconnue, est un joueur italien de rugby à XV qui a joué en équipe d'Italie de 1929 à 1933, évoluant au poste de pilier.

## Biographie
Luigi Bricchi est à plusieurs reprises entraîneur et coentraîneur de l'équipe d'Italie de rugby à XV entre 1930 et 1947 à l'époque de Julien Saby et de Michel Boucheron.

## Statistiques en équipe nationale
- 3 sélections
- Sélections par année : 1 en 1929, 1 en 1930, 1 en 1933
- Capitaine 1 fois en 1930